# B-punkt
En B-punkt är ett ärende inom Europeiska unionens råd som företrädarna i Ständiga representanternas kommitté (Coreper) eller Särskilda jordbrukskommittén (SJK) inte har kunnat uppnå enighet kring och som därför kräver ytterligare förhandlingar i rådet. En sådan fråga förhandlas vidare i den rådskonstellation som ansvarar för ärendet och en överenskommelse kan då eventuellt nås. I annat fall fattar rådet beslut genom omröstning, vanligtvis med kvalificerad majoritet, vilket innebär att enskilda medlemsstater inte kan motsätta sig att ett beslut fattas.
Genom att dela upp dagordningen i A- och B-punkter är det möjligt för rådsmedlemmarna och Europeiska kommissionen att fokusera sammanträdena på de ärenden som inte har kunnat lösas på lägre nivå.
Uppdelningen av dagordningen i A- och B-punkter förekommer även i andra sammanhang, till exempel inom kommissionen.